# Cueva del Muerto
La cueva del Muerto es una cueva catalogada como zona especial de conservación en Ricla (provincia de Zaragoza, Aragón, España).

## Descripción
Geológicamente se trata de un sistema endokárstico singular parte del sistema ibérico, generado por el efecto del agua en las rocas calizas de la zona. Como es habitual en estas formaciones, el interior muestra espeleotemas (estalactitas, excéntricas...) Aunque la popularización de la espeleología supuso un aumento de las visitas en la década de los ochenta y daños en la zona más accesible, las partes más inaccesibles (tras estrechamientos apodados guardiciviles por la comunidad espeleológica local) se han conservado en buen estado. Existen igualmente iniciativas para la limpieza y restauración de dichos daños.
Aparte del interés espeleológico, la cueva ha sido protegida ambientalmente por su papel para la preservación de las poblaciones de murciélagos en el valle del Ebro. Los datos de la Agencia Ambiental Europea lo recogen como hábitat de relevancia para cinco especies de quirópteros, de los que cabe destacar al Rhinolophus euryale por su estatus de conservación vulnerable. Por número en la cueva cabe destacar en cambio al Myotis escalerai, que tiene en la cueva del Muerto su mayor colonia en Aragón.
La cueva se integra con otras cuevas del sistema ibérico como la cueva del Sudor (Morata), la sima del Árbol (La Almunia) y la Mármol (Ricla) y los espacios naturales protegidos en las orillas del río Jalón (ZEPAs de los Desfiladeros del Río Jalón y Hoces del Jalón) para conformar un corredor biológico importante para la preservación de los quirópteros en el valle medio del Ebro.